# Cyrtopholis annectans
Cyrtopholis annectans är en spindelart som beskrevs av Chamberlin 1917. Cyrtopholis annectans ingår i släktet Cyrtopholis och familjen fågelspindlar.
Artens utbredningsområde är Barbados. Inga underarter finns listade i Catalogue of Life.